# 暗黒街撃滅命令
『暗黒街撃滅命令』（あんこくがいげきめつめいれい）は、1961年公開のアクション映画。
「暗黒街」シリーズの第5作である。
監督は「有難や三度笠」の福田純、脚本は「野獣の門」の小川英。福田とコンビを組む内海正治が撮影した。

## ストーリー
外村建設と矢坂組の勢力がくすぶっている地方都市戸崎。1億5000万円の競輪の売り上げが強奪されるという事件が発生した。
唯一の決め手は、犯行に使用されたイタリア製拳銃のベレッタだけだった。矢坂組のアジト「ロジータ」にはクロークの娘陽子をからかう矢坂の手下を殴り倒した次郎という男がいた。
次郎の正体は秘密捜査官の原田刑事。潜入のため自分を矢坂組に売り込んだ。次郎を懐疑の目で見る用心棒の由利。
次郎は八坂組には事件の鍵を握る銃はないと見て野村建設に忍び込んだ。しかしここにも探す銃はなかった。
ある夜、次郎は殿村の子分村田からベレッタで銃撃される。次郎は村田の薬が切れたおかげでかろうじて命拾いした。矢坂は次郎を疑って監禁した。しかし次郎は村田を探して部屋から脱出した。
次郎の体から摘出された弾丸は強盗事件の弾丸と一致した。次郎は隠れ家のヌードスタジオに戻った。そこには由利の恋人である踊り子の夏美が待っていた。
そこに村田と矢坂が現れ銃撃戦が繰り広げられた。村田は矢坂の流れ弾に倒れた。
次郎は虫の息となった村田からすべてを知った。殿村の子分とは表向きで、実際には矢坂の子分だった。強奪事件の黒幕は矢坂組だった。
奪われた1億5000万円の札束はスタジオの通風口に隠されていた。それを知った次郎だが矢坂は洋子を人質に取った。そこに用心棒の由利がやってた。由利は次郎の前歴を洗っていた。由利の跋は警官にやられたものだ。憎悪に燃える由利の目。
しかしその時、殿村組が殴り込んできた。矢坂は殿村に倒され、その外村は由利に倒された。次郎と連絡を取っていた神谷刑事の一隊も飛び込んだ。
こうして一味全員が逮捕された。

## スタッフ
- 製作：田中友幸、三輪礼二
- 脚本：小川英
- 監督：福田純
- 撮影： 内海正治
- 音楽：沢田駿吾
- 美術：阿久根巖
- 照明：森充光
- 録音：刀根紀雄
- スチール：岩井隆志

## キャスト
- 次郎（原田刑事）：三橋達也
- 若原洋子：星由里子
- 由利浩：佐藤允
- 夏美：水野久美
- 矢坂隆一郎：田崎潤
- 南：草川直也
- 白井：中丸忠雄
- 健：二瓶正也
- 森井：鈴木和夫
- 長谷：稲垣隆
- 土屋：八色賢典
- 矢坂組乾分：庄司一郎、山口博義、鈴木孝次、下河辺治夫、佐藤功一
- 殿村太平：河津清三郎
- 深見：桐野洋雄
- 村田勘三：堺左千夫
- 政：西條康彦
- 殿村組乾分：石川浩二、三浦敏男、北野明、小松英三郎、佐竹弘行
- 石山医師：佐田豊
- 神谷刑事：中谷一郎
- 田上警部：田島義文
- 西山刑事：山本廉
- 須田刑事：岡部正
- 藤井警部：向井淳一郎
- 吉井千枝子：飛鳥みさ子
- 吉井とめ：千石規子
- 北川：沢村いき雄
- 友子：野上優子
- コールガール京子：北川町子
- 現金護送車の運転手：荒木保夫
- 現金護送車の警官：小川安三、伊藤実
- ペイ中の男：宇野晃司
- おでん屋の親爺：広瀬正一
- キャバレーの客：堤康久
- 列車の中の親子（父）：上村幸之
- 列車の中の親子（母）：矢野陽子

## 同時上映
『野獣の門』『有難や三度笠』